# Ligne de chemin de fer Berlin-Magdebourg
La ligne de Berlin-Potsdam à Magdebourg est une ligne de chemin de fer, à double voie et écartement standard, située dans les États allemands de Berlin, Brandebourg et de Saxe-Anhalt. Inaugurée en 1838, la section de Berlin à Potsdam, également appelée Stammbahn en allemand, est la première ligne de chemin de fer construite en Prusse. En 1846, elle est prolongée jusqu'à Magdebourg.
Aujourd'hui, les trains grandes lignes et régionaux empruntent seulement le tronçon entre Potsdam et Magdebourg. Dans la zone métropolitaine de Berlin, les trains du réseau S-Bahn circulent en parallèle sur la ligne du Wannsee.

## Historique

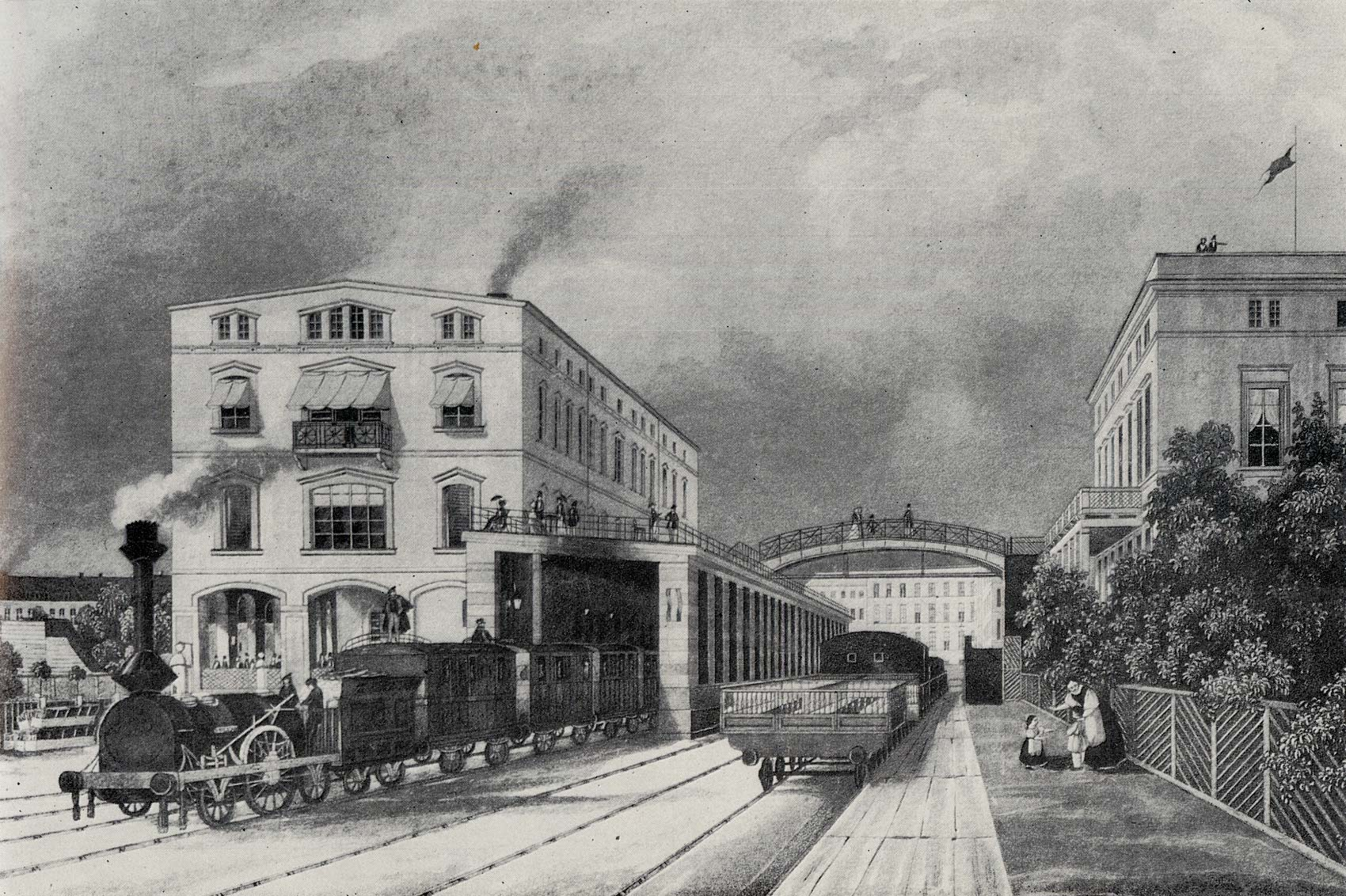
La gare de Potsdam (Potsdamer Bahnhof) à Berlin en 1843

Potsdam, la ville de résidence des rois de Prusse, se trouve à environ 25 kilomètres au sud-ouest de la capitale Berlin ; à la suite de la construction des premières lignes de chemin de fer dans le Royaume-Uni, l'idée d'une liaison ferroviaire est née. Néanmoins, le roi Frédéric-Guillaume III s'est longtemps montré sceptique et ce n'est qu'après l'inauguration du chemin de fer bavarois Ludwig, la première ligne ferroviaire sur le territoire des Etats de la Confédération germanique, que les bases pour les chemins de fer de Prusse ont été établies par la loi du 3 novembre 1838.
Plus de deux ans auparavant, l'entreprise ferroviaire Berlin-Potsdamer Eisenbahngesellschaft (« Compagnie de chemin de fer Berlin-Potsdam ») avait demandé l'autorisation royale de construction et d'exploitation de la ligne. En 1837, la compagnie a acquis un terrain sur la Potsdamer Platz directement attenante au Mur de douane de Berlin – le site de la future gare de départ, la gare de Potsdam. Le premier tronçon de la ligne, de Potsdam à Zehlendorf, fut inauguré le 22 septembre 1838 ; la ligne entière jusqu'à Berlin est mise en service le 29 octobre 1838.

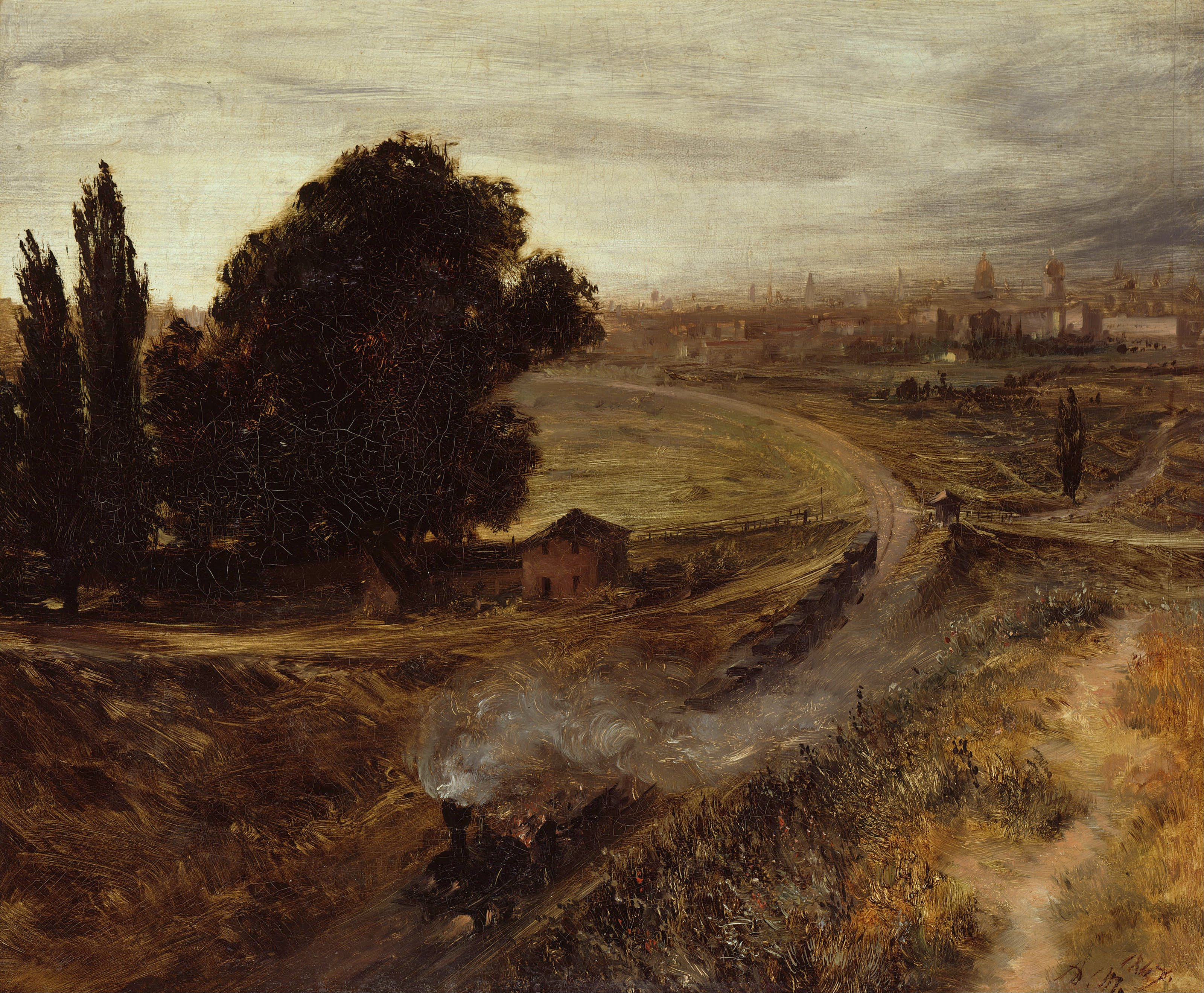
Le Chemin de fer Berlin-Potsdam, tableau d'Adolph von Menzel (1847).

La compagnie est reprise le 6 novembre 1844 par la Potsdam-Magdeburger Eisenbahngesellschaft et devient la Berlin-Potsdam-Magdeburger Eisenbahngesellschaft. La prolongation de la ligne de Potsdam jusqu'à la ville de Magdebourg via Werder et Brandebourg-sur-la-Havel fut inaugurée le 7 août 1846 ; la liaison directe circulant entre Berlin et Magdebourg est établie le 12 septembre 1846 lors de l'achèvement d'un pont ferroviaire traversant la Havel. La nouvelle gare centrale de Magdebourg a été ouverte le 15 mai 1873. Au sud-ouest de Berlin, la ligne du Wannsee, une deviation par la gare de Wannsee qui quitte à hauteur de Zehlendorf, est mise en service le 1er juin 1874.
Avec l'inauguration de la ligne de Berlin à Blankenheim le 15 avril 1879 et de la Stadtbahn de Berlin le 7 février 1882, naît une autre relation directe et rapide entre Berlin et Potsdam. Le 1er avril 1880, les Chemins de fer d'État de la Prusse (Preußische Staatseisenbahnen) reprennent la ligne qu'ils intègrent à leur réseau.

## Projets
(janvier 2025).

### Planification pour la reconstruction de la ligne principale

#### Situation initiale
Peu après la Chute du mur de Berlin, il y avait déjà des plans pour rouvrir les lignes désaffectées de la ligne principale. Lors de la construction de la nouvelle ligne ferroviaire longue distance nord-sud (de) pour le trafic à longue distance et régional avec le tunnel (de) sous le Tiergarten, des pré-dispositions de construction ont été faites pour pouvoir plus tard y faire passer également les trains de la ligne principale. Avec la ligne principale, une connexion directe des lignes de Stralsund, Rostock ou encore Stettin à travers le nord de Berlin et le Gare centrale de Berlin, Zehlendorf et Potsdam jusqu'à Magdebourg serait créée, ce qui lui conférerait une importance suprarégionale.
Dans une étude de Rentabilité d'avril 2008, le bureau Intraplan de Munich, mandaté par le ministère de l'Infrastructure et de l'Aménagement du territoire du Brandebourg, a conclu que la reconstruction de la ligne principale pour servir de liaison régionale entre la Gare centrale–Potsdamer Platz–Zehlendorf–Dreilinden (Europarc)–Griebnitzsee avec des coûts estimés à 175 millions d'euros n'était pas rentable, car le rapport coût-bénéfice selon l'évaluation standardisée des investissements (de) était de seulement 0,7 (rentable et éligible à un financement à partir de 1). Cependant, les prémisses ont beaucoup changé depuis, car Berlin, Potsdam ainsi que Kleinmachnow/Teltow/Stahnsdorf ont connu une forte croissance démographique, et la ligne soulagerait considérablement la ligne principale de Berlin désormais saturée,. Les deux directeurs de la Deutsche Bahn des Länder concernés soutiennent donc la reconstruction, tandis que le gouvernement régional et le Sénat souhaitent une nouvelle étude de rentabilité.
En mai 2022, le Gouvernement de l'État du Brandebourg (de) et le Sénat de Berlin ont annoncé dans une déclaration commune que la ligne principale serait reconstruite en tant que ligne régionale dans le cadre du projet i2030,, ce projet est également soutenu par la Deutsche Bahn. L'association des usagers Igeb prévoit que la mise en service de la ligne aura lieu dans la deuxième moitié des années 2030.

#### Section Gleisdreieck–Zehlendorf
La section complète de la ligne principale entre le territoire de Gleisdreieck et la gare de Zehlendorf devrait être réaménagée pour le trafic régional. Cela impliquerait – en cas d'extension à deux voies pour le trafic à longue distance – un élargissement de la voie pour atteindre la distance nécessaire entre les rails. De plus, la plupart des ponts routiers devraient être renouvelés et surélevés (y compris la modification des accès routiers), car les hauteurs de passage ne sont pas suffisantes pour le fonctionnement électrique. D'autres ponts ferroviaires devraient être remplacés en raison de leur vétusté ou de distances insuffisantes entre les rails.

#### Section Zehlendorf–Düppel

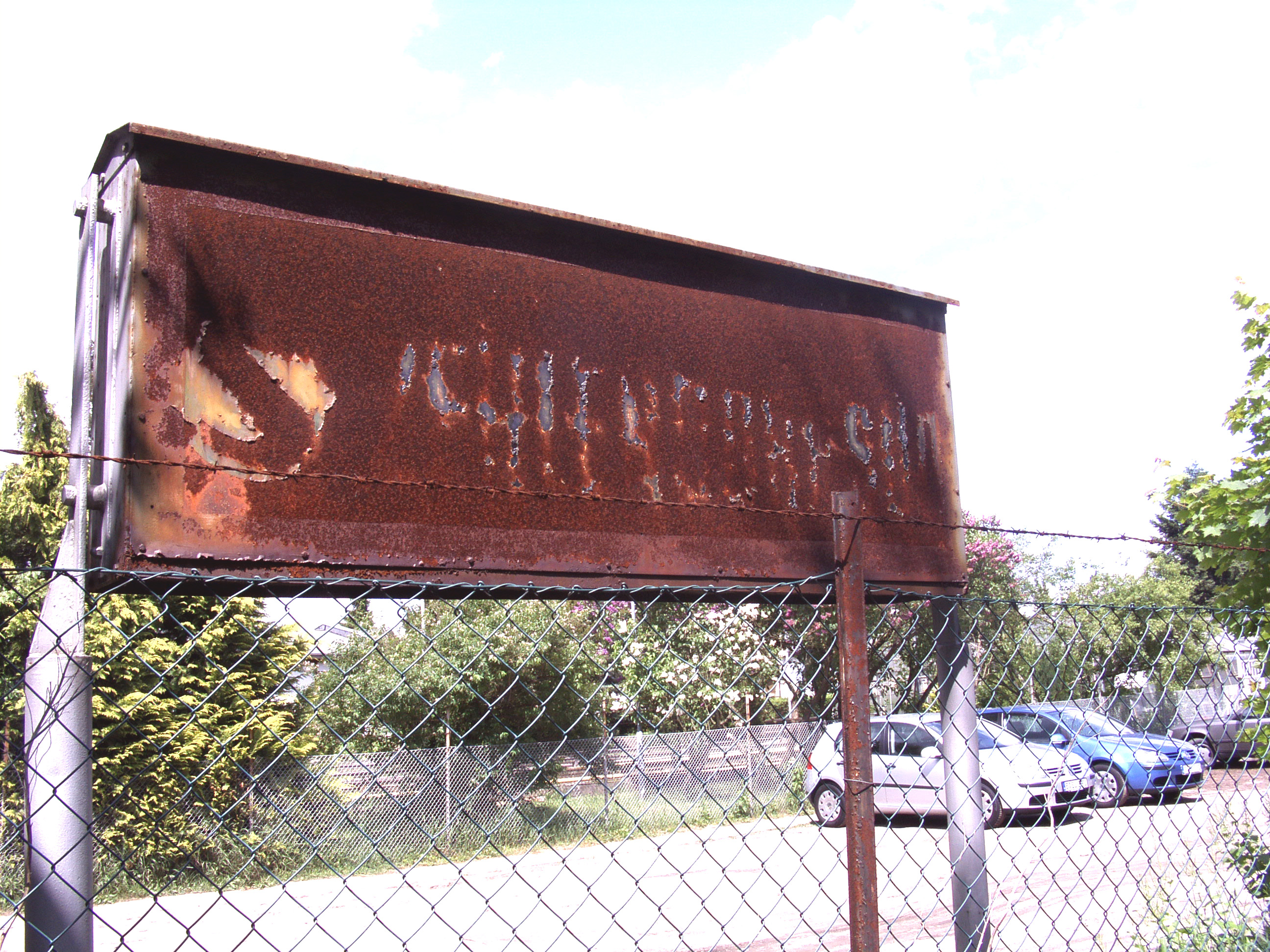
Signe à la gare de Zehlendorf Süd

La section entre les gares de Zehlendorf et Düppel doit être reconstruite. Il faudrait déterminer ici si des passages à niveau sécurisés techniquement ou des ouvrages de pont (en liaison avec une nouvelle digue ou une tranchée pour la ligne ou des surélévations ou des sous-passages pour les routes) sont prévus aux intersections avec la Clauertstraße et la Benschallee. Les expériences tirées de projets de réactivation similaires, comme l'extension de la ligne de Dresde à Berlin-Lichtenrade, montrent que de tels projets ne peuvent pas être réalisés à court terme. On estime une période de construction d'au moins dix ans qui suivrait une procédure d'approbation des plans. Une flexibilisation du trafic ferroviaire entre la ligne de Wetzlar parallèle et la ligne principale est considérée comme importante en raison de la surcharge de la Stadtbahn, dans laquelle se jette la Wetzlarer Bahn, et en raison des restrictions de service parfois nécessaires, surtout à partir d'environ 2030. En tant que solution temporaire, la Deutsche Bahn considère qu'une extension de la ligne régionale 33 de Jüterbog via les voies existantes jusqu'à Rathaus Steglitz est réalisable. Pour trois millions d'euros, un nouveau quai devrait être construit et de nouvelles technologies de signalisation installées. Le Sénat pour l'Environnement, les Transports et la Protection du Climat rejette la proposition de solution temporaire, car l'effort et le bénéfice ne sont pas en proportion raisonnable. Les fonds devraient être dépensés pour des services de transport utiles.

#### Section Düppel–Griebnitzsee
La section de ligne entre les gares de Düppel et Griebnitzsee est toujours dédiée comme ligne ferroviaire, mais les installations de voie et une partie de la substructure ont été enlevées et démantelées dans le cadre des mesures de sécurité des frontières de la DDR. Cette section devrait être entièrement reconstruite. De grands ouvrages de pont doivent être construits aux intersections avec l'A 115, au canal de Teltow et à l'est de la gare de Griebnitzsee.
L'ancienne gare de S-Bahn de Düppel pourrait acquérir de l'importance pour Kleinmachnow; cependant, en raison de son emplacement périphérique, plutôt comme point de correspondance pour les lignes de bus régionales ou en liaison avec des parkings pour vélos (Bike & Ride (de)). En revanche, un arrêt Zehlendorf Süd dispose d'un bassin de population suffisant (bien que principalement en construction ouverte). Des arrêts supplémentaires, par exemple à Kleinmachnow Nordwest au niveau de la Schleusenweg prolongée ou à l'Europarc Dreilinden (de), devraient être étudiés pour leurs possibilités d'utilisation. Cette zone est probablement mieux desservie par des lignes de bus, l'Europark pourrait être attrayant pour des concepts de parc relais en raison de son excellente accessibilité par l'autoroute.

#### Connexions avec le réseau de transport local berlinois
Des connexions avec le réseau de transport local berlinois seraient disponibles vers le nord à partir de la gare de Zehlendorf et vers l'ouest à partir de la gare de Griebnitzsee.
Les plans pour étendre la ligne de S-Bahn existante de la gare de Teltow-Ville (de) via Stahnsdorf et l'ancienne ligne du cimetière (de) jusqu'à Dreilinden (Europarc) connecteraient la ligne principale à cette station avec la ligne de S-Bahn S25, qui pourrait même être prolongée jusqu'à la gare de Wannsee en tant que "fermeture de l'anneau".
Des plans antérieurs pour étendre la ligne de métro de Zehlendorf (aujourd'hui ligne U3) au-delà de Mexikoplatz (de) vers le sud permettraient une connexion à la gare de Düppel, mais il n'y a actuellement aucun projet concret à ce sujet pour le métro.

#### Efforts d'utilisation intermédiaire comme voie rapide pour vélos
En été 2015, le Centre d'innovation pour la mobilité et le changement social (InnoZ) a proposé d'utiliser la ligne entre Potsdamer Platz et Lichterfelde West comme voie rapide pour vélos,.
C'était envisagé comme une utilisation intermédiaire, la désignation comme ligne ferroviaire devant être maintenue. Cependant, les critiques craignaient que cette utilisation alternative rende la reconstruction de la ligne ferroviaire pratiquement impossible.
En 2017, le Sénat de Berlin a finalement rejeté cette idée.

### Reconstruction du pont sur le canal de décharge à Biederitz
De 2011 à 2013, les ponts en acier situés à l'entrée ouest de la gare de Biederitz sur le Canal de décharge de l'Elbe (de) ont été remplacés par une nouvelle construction. La structure vieille d'environ 80 ans ne permettait qu'une vitesse maximale de 50 km/h. Les plans pour la reconstruction ont été finalisés en 2010, et les travaux de construction ont commencé au début de 2011. Le pont a été mis en service complet en novembre 2013.

### Allongement des quais
D'ici 2028, tous les quais du tronçon brandebourgeois doivent être allongés de 140 à 210 mètres, afin de pouvoir utiliser des trains plus longs avec environ 800 places assises dans le trafic régional entre Brandebourg-sur-la-Havel et Eisenhüttenstadt. La mise en œuvre se fait dans le cadre de l'initiative i2030. Un accord de financement pour la planification préliminaire jusqu'à la planification d'approbation d'environ 7 millions d'euros a été signé fin 2020.